# Giro di Romandia 1979
Il Giro di Romandia 1979, trentatreesima edizione della corsa, si svolse dall'8 al 13 maggio su un percorso di 854 km ripartiti in 5 tappe (la quinta suddivisa in due semitappe) e un cronoprologo, con partenza a Neuchâtel e arrivo a Ginevra. Fu vinto dall'italiano Giuseppe Saronni della Scic davanti al suo connazionale Gianbattista Baronchelli e all'olandese Henk Lubberding.

## Tappe
| Tappa  | Data      | Percorso                                  | km  | Vincitore di tappa  | Leader cl. generale |
| ------ | --------- | ----------------------------------------- | --- | ------------------- | ------------------- |
| Prol.  | 8 maggio  | Neuchâtel > Neuchâtel (cron. individuale) | 1   | Henk Lubberding     | Henk Lubberding     |
| 1ª     | 9 maggio  | Neuchâtel > La Chaux-de-Fonds             | 181 | Giuseppe Saronni    | Giuseppe Saronni    |
| 2ª     | 10 maggio | La Chaux-de-Fonds > Romont                | 177 | Johan van der Velde | Johan van der Velde |
| 3ª     | 11 maggio | Romont > Echallens                        | 163 | Knut Knudsen        | Giuseppe Saronni    |
| 4ª     | 12 maggio | Echallens > Torgon                        | 184 | Giuseppe Saronni    | Giuseppe Saronni    |
| 5ª-1ª  | 13 maggio | Torgon > Ginevra                          | 127 | Ronald De Witte     | Giuseppe Saronni    |
| 5ª-2ª  | 13 maggio | Ginevra > Ginevra (cron. individuale)     | 20  | Knut Knudsen        | Giuseppe Saronni    |
| Totale | Totale    | Totale                                    | 854 |                     |                     |

## Dettagli delle tappe

### Prologo
- 8 maggio: Neuchâtel > Neuchâtel (cron. individuale) – 1 km

| Pos. | Corridore       | Squadra    | Tempo |
| ---- | --------------- | ---------- | ----- |
| 1    | Henk Lubberding | TI-Raleigh | 1'50" |
| 2    | Ludo Peeters    | Ijsboerke  | a 1"  |
| 3    | Bruno Wolfer    | Zonca      | s.t.  |

| Pos. | Corridore       | Squadra    | Tempo |
| ---- | --------------- | ---------- | ----- |
| 1    | Henk Lubberding | TI-Raleigh | 1'50" |
| 2    | Ludo Peeters    | Ijsboerke  | a 1"  |
| 3    | Bruno Wolfer    | Zonca      | s.t.  |

### 1ª tappa
- 9 maggio: Neuchâtel > La Chaux-de-Fonds – 181 km

| Pos. | Corridore        | Squadra | Tempo    |
| ---- | ---------------- | ------- | -------- |
| 1    | Giuseppe Saronni | Scic    | 5h00'04" |
| 2    | Ronald De Witte  | Sanson  | s.t.     |
| 3    | Michel Laurent   | Peugeot | s.t.     |

| Pos. | Corridore        | Squadra    | Tempo    |
| ---- | ---------------- | ---------- | -------- |
| 1    | Giuseppe Saronni | Scic       | 5h01'17" |
| 2    | Ronald De Witte  | Sanson     | a 28"    |
| 3    | Henk Lubberding  | TI-Raleigh | a 34"    |

### 2ª tappa
- 10 maggio: La Chaux-de-Fonds > Romont – 177 km

| Pos. | Corridore           | Squadra    | Tempo    |
| ---- | ------------------- | ---------- | -------- |
| 1    | Johan van der Velde | TI-Raleigh | 4h33'38" |
| 2    | Stefan Mutter       | TI-Raleigh | a 5"     |
| 3    | Pierino Gavazzi     | Zonca      | s.t.     |

| Pos. | Corridore           | Squadra    | Tempo    |
| ---- | ------------------- | ---------- | -------- |
| 1    | Johan van der Velde | TI-Raleigh | 9h36'51" |
| 2    | Giuseppe Saronni    | Scic       | a 5"     |
| 3    | Stefan Mutter       | TI-Raleigh | a 12"    |

### 3ª tappa
- 11 maggio: Romont > Echallens – 163 km

| Pos. | Corridore        | Squadra       | Tempo    |
| ---- | ---------------- | ------------- | -------- |
| 1    | Knut Knudsen     | Bianchi-Faema | 3h58'14" |
| 2    | Silvano Contini  | Bianchi-Faema | s.t.     |
| 3    | Giuseppe Saronni | Scic          | s.t.     |

| Pos. | Corridore        | Squadra       | Tempo     |
| ---- | ---------------- | ------------- | --------- |
| 1    | Giuseppe Saronni | Scic          | 13h35'05" |
| 2    | Silvano Contini  | Bianchi-Faema | a 10"     |
| 3    | Stefan Mutter    | TI-Raleigh    | a 12"     |

### 4ª tappa
- 12 maggio: Echallens > Torgon – 184 km

| Pos. | Corridore                | Squadra    | Tempo    |
| ---- | ------------------------ | ---------- | -------- |
| 1    | Giuseppe Saronni         | Scic       | 4h58'00" |
| 2    | Gianbattista Baronchelli | Magniflex  | s.t.     |
| 3    | Henk Lubberding          | TI-Raleigh | s.t.     |

| Pos. | Corridore                | Squadra    | Tempo     |
| ---- | ------------------------ | ---------- | --------- |
| 1    | Giuseppe Saronni         | Scic       | 18h32'45" |
| 2    | Henk Lubberding          | TI-Raleigh | a 25"     |
| 3    | Gianbattista Baronchelli | Magniflex  | a 38"     |

### 5ª tappa - 1ª semitappa
- 13 maggio: Torgon > Ginevra – 127 km

| Pos. | Corridore       | Squadra | Tempo    |
| ---- | --------------- | ------- | -------- |
| 1    | Ronald De Witte | Sanson  | 2h48'03" |
| 2    | Willy Teirlinck | KAS     | s.t.     |
| 3    | Régis Ovion     | Peugeot | s.t.     |

| Pos. | Corridore        | Squadra       | Tempo     |
| ---- | ---------------- | ------------- | --------- |
| 1    | Giuseppe Saronni | Scic          | 18h32'45" |
| 2    | Henk Lubberding  | TI-Raleigh    | a 25"     |
| 3    | Silvano Contini  | Bianchi-Faema | a 26"     |

### 5ª tappa - 2ª semitappa
- 13 maggio: Ginevra > Ginevra (cron. individuale) – 20 km

| Pos. | Corridore        | Squadra       | Tempo  |
| ---- | ---------------- | ------------- | ------ |
| 1    | Knut Knudsen     | Bianchi-Faema | 27'29" |
| 2    | Giuseppe Saronni | Scic          | a 41"  |
| 3    | Roy Schuiten     | Scic          | a 59"  |

| Pos. | Corridore                | Squadra    | Tempo     |
| ---- | ------------------------ | ---------- | --------- |
| 1    | Giuseppe Saronni         | Scic       | 21h49'26" |
| 2    | Gianbattista Baronchelli | Magniflex  | a 1'04"   |
| 3    | Henk Lubberding          | TI-Raleigh | a 1'08"   |

## Classifiche finali

### Classifica generale
| Pos. | Corridore                | Squadra               | Tempo     |
| ---- | ------------------------ | --------------------- | --------- |
| 1    | Giuseppe Saronni         | Scic                  | 21h49'26" |
| 2    | Gianbattista Baronchelli | Magniflex-Famcucine   | a 1'04"   |
| 3    | Henk Lubberding          | Ti-Raleigh-Mc Gregor  | a 1'08"   |
| 4    | Stefan Mutter            | Ti-Raleigh-Mc Gregor  | a 1'20"   |
| 5    | Sven-Åke Nilsson         | Miko-Mercier-Vivagel  | a 2'03"   |
| 6    | Silvano Contini          | Bianchi-Faema         | a 2'27"   |
| 7    | Michel Laurent           | Peugeot-Esso-Michelin | a 2'28"   |
| 8    | Wladimiro Panizza        | Sanson-Luxor TV       | a 2'52"   |
| 9    | Knut Knudsen             | Bianchi-Faema         | a 3'15"   |
| 10   | Claude Criquielion       | KAS                   | s.t.      |